# Premier League (Koeweit) 2010/11
De Premier League 2010/11 was het 49ste seizoen in de hoogste afdeling van het Koeweitse voetbal sinds de oprichting van deze divisie in het Aziatische land in 1961. De competitie begon op 20 augustus 2010 en had zijn eenentwintigste en laatste speelronde op 8 april 2011. Acht clubs deden mee aan deze editie. Met een uiteindelijke voorsprong van vier punten op Kuwait SC won Qadsia SC de landstitel. De club werd voor de veertiende keer landskampioen en kwalificeerde zich zodoende voor de strijd om de AFC Cup 2012, net als de nummer twee. Zowel Qadsia als Kuwait overleefde de groepsfase, net als Kazma SC, dat zich verzekerd had van deelname door de Koeweitse voetbalbeker 2011 te winnen. Kuwait SC bereikte uiteindelijk de finale, welke op 3 november 2012 met 0–4 gewonnen werd van het Irakese Erbil SC. Al Sahel eindigde dit seizoen op de laatste plaats; in het volgende seizoen werd diens plaats ingenomen door Al-Shabab, dat in de tweede divisie vijf punten boven Khaitan SC eindigde. Khaitan verloor vervolgens de play-offs om promotie en degradatie van Al-Salmiya SC.

## Deelnemende clubs
| Club          | Stad         | Stadion                       | Capaciteit |
| ------------- | ------------ | ----------------------------- | ---------- |
| Al-Arabi      | Koeweit-Stad | Sabah Al-Salemstadion         | 22.000     |
| Al Jahra      | Jahra        | Malab Mubarak Al-Ajjarstadion | 17.000     |
| Kuwait SC     | Koeweit-Stad | Kuwaitstadion                 | 18.000     |
| Al Nasar      | Farwaniya    | Ali Sabah Al-Salemstadion     | 10.000     |
| Qadsia SC     | Koeweit-Stad | Mohammed Al-Hamadstadion      | 22.000     |
| Al Sahel      | Ahmadi       | Abu Hulayfahstadion           | 2.000      |
| Al-Salmiya SC | Hawalli      | Thamirstadion                 | 14.000     |
| Kazma SC      | Koeweit-Stad | Al-Sadaqua Walsalamstadion    | 21.500     |

### Eindstand
| №             | Club          | WG | W  | G | V  | DV | DT | +/– | Punten |
| ------------- | ------------- | -- | -- | - | -- | -- | -- | --- | ------ |
| Landskampioen | Qadsia SC     | 21 | 16 | 3 | 2  | 47 | 10 | +37 | 51     |
| 2             | Kuwait SC     | 21 | 14 | 5 | 2  | 46 | 17 | +29 | 47     |
| 3             | Al-Arabi      | 21 | 12 | 3 | 6  | 28 | 19 | +9  | 39     |
| 4             | Kazma SC      | 21 | 11 | 5 | 5  | 28 | 14 | +14 | 38     |
| 5             | Al Jahra      | 21 | 5  | 4 | 12 | 14 | 31 | –17 | 19     |
| 6             | Al Nasar      | 21 | 4  | 4 | 13 | 18 | 34 | –16 | 16     |
| 7             | Al-Salmiya SC | 21 | 3  | 5 | 13 | 17 | 36 | –19 | 14     |
| 8             | Al Sahel      | 21 | 3  | 3 | 15 | 16 | 53 | –37 | 12     |

|  | Geplaatst voor de AFC Cup 2012      |
|  | Play-offs om promotie en degradatie |
|  | Degradatie naar de tweede divisie   |

## Play-offs promotie/degradatie
|               |               |       |            |  |
| 11 april 2011 | Al-Salmiya SC | 2 – 1 | Khaitan SC |  |
| 11 april 2011 |               |       |            |  |

## Topscorers
|    | Naam                | Club          | Doelpunten |
| -- | ------------------- | ------------- | ---------- |
| 1  | Firas Al-Khatib     | Qadsia SC     | 15         |
| 2  | Abdelmajid Eddine   | Al-Arabi      | 12         |
| 3  | Ahmad Alazmy        | Al Sahel      | 10         |
| 3  | Ali Al-Kandari      | Kuwait SC     | 10         |
| 5  | Hussain Al-Moussawi | Al-Arabi      | 9          |
| 6  | Khalid Ajab         | Kuwait SC     | 8          |
| 6  | Ali Ferydoon        | Al-Salmiya SC | 8          |
| 8  | Ismail Al-Ajmi      | Kuwait SC     | 7          |
| 8  | Bader Al-Muttwa     | Qadsia SC     | 7          |
| 10 | Fahad Al-Enezi      | Kazma SC      | 6          |
| 10 | Waleed Jumah        | Kuwait SC     | 6          |
| 10 | Jarah Al-Ateeqi     | Kuwait SC     | 6          |